# Max Beyer
Ne doit pas être confondu avec Max Beier.
Pour les articles homonymes, voir Beyer.
Max Beyer, né le 22 octobre 1894 à Hambourg et mort le 14 novembre 1982 dans la même ville, est un enseignant et astronome amateur allemand. Il fut très actif dans l'observation de comètes, avec près de 2 500 observations. Il a notamment découvert la comète C/1930 E1 (Beyer). L'astéroïde (1611) Beyer porte son nom.